# Reproduction consanguine des chevaux
Pour un article plus général, voir Reproduction consanguine.
La reproduction consanguine des chevaux (en anglais : inbreeding) est une méthode d'élevage de chevaux qui exploite la consanguinité pour obtenir chez la progéniture des caractéristiques que les éleveurs jugent désirables.
Cette méthode est parfois décrite comme choquante, notamment en raison du risque de sélection involontaire de traits nuisibles à la santé de l'animal consanguin.

## Définition et description
Comme dans les autres cas de reproduction consanguine, le principe est de croiser deux chevaux ayant un fort degré de parenté afin de fixer des caractéristiques génétiques recherchées par leurs éleveurs, ce qui a pour conséquence également de favoriser l'expression de gènes délétères et d'entraîner un risque de dépression de consanguinité à terme. Dans le cas des chevaux, l'impact du mâle reproducteur (étalon) sur la consanguinité est beaucoup plus important que celui d'une femelle (jument), car un même mâle peut avoir plusieurs milliers de descendants via les technologies de reproduction utilisées en élevage,.
À l'état sauvage, les chevaux de Przewalski gèrent leurs relations afin d'éviter la reproduction consanguine.

## Histoire
Le recours à la consanguinité est ancien dans le milieu de l'élevage du cheval de sport. L'élevage du Pur-sang est le premier à recourir à la reproduction consanguine, comme l'illustre l'exemple de l'industriel Marcel Boussac,. De plus, le registre généalogique du Pur-sang étant fermé, il est impossible de faire naître des chevaux de cette race à partir d'un croisement extérieur (outcross).
La consanguinité est aussi très présente pour certains chevaux de saut d'obstacles, Capitol I provenant d'un croisement entre demi-frère et demi-sœur, ce qui a vraisemblablement entraîné une baisse de fertilité chez ses descendants mâles. Uriel est pour sa part consanguin 3 x 3 avec son ancêtre Plein d'Espoirs. United Touch S est issu également d'un croisement entre demi-frère et demi-sœur.
Leon Melchior, gérant du haras de Zangersheide, a largement expérimenté les effets de la consanguinité pour fixer les qualités qu'il recherchait chez ses chevaux, allant jusqu'à obtenir Rex Z à partir d'un croisement entre frère et sœur, Rebel I Z et Ratina Z.
Certains éleveurs de chevaux ont effectué le croisement le plus rapproché en terme de consanguinité, à savoir père x fille ou fils x mère. C'est le cas de Bernard Le Courtois, qui a élevé Nanouchka Mail à partir d'un croisement entre l'étalon Adoret Z et sa fille Fergar Mail.

## Analyses scientifiques
En 1965, une analyse portant sur le recours à la consanguinité dans l'élevage du trotteur d'Orlov avait conclu à l'absence d'effets adverses.
En 2021, dans un contexte où aucune étude n'avait encore permis de conclure si la consanguinité chez certaines races de chevaux constitue ou non un risque, une vaste analyse des effets de la consanguinité chez le Pur-sang conclut qu'un « point de non-retour » est peut-être atteint chez cette race, dont 97 % des représentants ont pour ancêtre commun l'étalon Northern Dancer, né en 1961.
De fait, Courrier international décrit certains chevaux de course comme « plus consanguins que les Habsbourg ».